# Wieselgren (släkt)
För andra betydelser, se Wieselgren.
Wieselgren, är en svensk släkt med rötter i Kronobergs län under senare halvan av 1600-talet.
Den äldste kände stamfadern var en Simon i Ryd som bodde på Vestergården i Västra Torsås socken. Han var gift med Ingegerd Månsdotter, och deras sonsonson var bonden Jonas Jonsson i Spånhult (1765-1849) som 1797 gifte sig med Elin Ingemarsdotter (1779-1841).
Makarna Jonssons näst äldste son, Peter Jonasson Wieselgren, togs sig namnet Wieselgren efter härstamning på mödernet från den under senare delen av 1500-talet kända Värendssläkten, även kallad Spånhultsläkten. Inom denna släkt var sedan länge ingiften vanliga med den kända prästsläkten Wiesel.
Medlemmar av släkten är bland andra:
- Peter Wieselgren (1800–1877), domprost, nykterhetspionjär
  - Harald Wieselgren (1835–1908), biblioteksman
    - Ragnar Wieselgren (1868–1927), ingenjör
      - Per Wieselgren (1900–1988), professor i Tartu, senare lektor
        - Gertrud Wieselgren (född 1929), konstnär
        - Sigbrit Swahn (född 1933), professor

  - Sigfrid Wieselgren (1843–1910), ämbetsman, nykterhetsfrämjare
    - Hildegard Wieselgren (1876–1944), gift med Ragnar Wieselgren, mor till Per Wieselgren
    - Bertil Wieselgren (1882–1926), hovrättsråd
    - Oscar Wieselgren (1886–1971), riksbibliotekarie
      - Jon Peter Wieselgren (1928–2017), ämbetsman och politiker

  - Magnus Wieselgren (1852–1933), kyrkoherde
    - Einar Wieselgren (1887–1960), kyrkoherde